# Fabian Holthaus
Fabian Holthaus (Hamm, 1995. január 17. –) német korosztályos válogatott labdarúgó, aki jelenleg a Hansa Rostock védője.

## Pályafutása
A Fortuna Herringen, a SVF Herringen és a Hammer SpVg csapatainál kezdte elsajátítani a labdarúgás alapjait, majd 2010-ben a VfL Bochum akadémiájához csatlakozott. Három szezonnal később már a második csapat játékosa volt a Regionalliga Westben. 2013. május 19-én debütált a Bundesliga 2 a VfL Bochum első csapatában az 1. FC Union Berlin csapata ellen a 75. percben lépett pályára Aleksandre Iaschwili cseréjeként.

## Válogatott
2011-ben egy alkalommal szerepelt a német U17-es labdarúgó-válogatottban az Azeri labdarúgó-válogatott elleni felkészülési mérkőzésen a 41. percben váltotta Marvin Weisst. Egy évvel később a német U18-as labdarúgó-válogatottban is debütált kezdőként az olasz U18-as labdarúgó-válogatott ellen 3-0-ra megnyert felkészülési mérkőzésen. Részt vett az U19-es labdarúgó válogatottal a Magyarországon megrendezésre kerülő 2014-es U19-es labdarúgó-Európa-bajnokságon, ahol aranyérmesként zárt a válogatottal.

## Statisztika
2017. november 8. szerint.
| Klub információ       | Klub információ       | Klub információ       | Bajnokság | Bajnokság | Kupa      | Kupa      | Összesen | Összesen |
| Szezon                | Klub                  | Bajnokság             | Mérk.     | Gól       | Mérk.     | Gól       | Mérk.    | Gól      |
| Németország           | Németország           | Németország           | Bajnokság | Bajnokság | DFB-Pokal | DFB-Pokal | Összesen | Összesen |
| --------------------- | --------------------- | --------------------- | --------- | --------- | --------- | --------- | -------- | -------- |
| 2012–13               | VfL Bochum II         | Regionalliga West     | 1         | 0         | —         | —         | 1        | 0        |
| 2013–14               | VfL Bochum II         | Regionalliga West     | 23        | 0         | —         | —         | 23       | 0        |
| 2014–15               | VfL Bochum II         | Regionalliga West     | 5         | 0         | —         | —         | 5        | 0        |
| 2012–13               | VfL Bochum            | Bundesliga 2          | 1         | 0         | 0         | 0         | 1        | 0        |
| 2013–14               | VfL Bochum            | Bundesliga 2          | 4         | 0         | 1         | 0         | 5        | 0        |
| 2014–15               | VfL Bochum            | Bundesliga 2          | 4         | 0         | 1         | 0         | 5        | 0        |
| 2015–16               | Fortuna Düsseldorf    | Bundesliga 2          | 2         | 0         | 0         | 0         | 2        | 0        |
| 2015–16               | Dynamo Dresden        | 3. Liga               | 11        | 0         | 0         | 0         | 11       | 0        |
| 2016–17               | Hansa Rostock         | 3. Liga               | 23        | 1         | 1         | 0         | 24       | 1        |
| 2017–18               | Hansa Rostock         | 3. Liga               | 15        | 0         | 1         | 0         | 16       | 0        |
| Összesen              | Németország           | Németország           | 89        | 1         | 4         | 0         | 93       | 1        |
| Karrier teljesítménye | Karrier teljesítménye | Karrier teljesítménye | 89        | 1         | 4         | 0         | 93       | 1        |

## Sikerei, díjai
- Németország U19
  - U19-es labdarúgó-Európa-bajnokság: 2014